# Lungro
Lungro község (comune) Olaszország Calabria régiójában, Cosenza megyében.

## Fekvése
A Pollino Nemzeti Park területén fekszik, a megye északi részén. Határai: Acquaformosa, Altomonte, Firmo, Frascineto, Orsomarso, San Basile, San Donato di Ninea és Saracena.

## Története
A település első említése a 13. századból származik Lungrum néven. Calabria egyik jelentős sóbányája működött területén. A településen a 16. században albánok telepedtek meg, akiket a törökök űztek el országukból. A 19. század elején, amikor a Nápolyi Királyságban felszámolták a feudalizmust Altomonte része lett, majd hamarosan elnyerte önállóságát.

## Népessége
A népesség számának alakulása:

## Főbb látnivalói
- San Nicola di Mira-templom